# Arafoe aromatica
Arafoe aromatica är en flockblommig växtart som beskrevs av Pimenov och Lavrova. Arafoe aromatica ingår i släktet Arafoe och familjen flockblommiga växter. Inga underarter finns listade i Catalogue of Life.